# Семирозум Модест
Моде́ст Семиро́зум (1888–1975) — сотник Армії УНР, учасник бою під Крутами.

## Біографія
Народився 8 квітня 1888 року у Чернігові. Служив у російській імператорській армії з 1911 року. Отримав звання старшини у 1915 році. Нагороджений царськими орденами Св. Анни (4-го, 3-го, 2-го ступенів) та Св. Станіслава (3-го і 2-го ступенів).
На службі в українській армії з 1917 року. У січні 1918 року у бою під Крутами командував чотою юнаків військової школи для охорони лівого крила. 5 квітня 1919 року призначений до 1-го Гуцульського полку морської піхоти. У таборах інтернованих — у штабі 4-ї Сірої бригади 2-ї Волинської стрілецької дивізії.
Після поразки Української революції був в еміграції в Німеччині. Член комітету із вшанування пам'яті Є. Коновальця (1958). Відзначений ветеранським Воєнним хрестом УНР та Хрестом Симона Петлюри (1964).
Помер Модест Семирозум 19 жовтня 1975 року в Гаазі.